# Liste des édifices labellisés « Architecture contemporaine remarquable » des Hautes-Alpes
Cet article recense les édifices labellisés « Architecture contemporaine remarquable » des Hautes-Alpes, en France.

## Liste
| Monument                                                                             | Commune                      | Adresse                    | Coordonnées                      | Notice     | Date | Illustration               |
| ------------------------------------------------------------------------------------ | ---------------------------- | -------------------------- | -------------------------------- | ---------- | ---- | -------------------------- |
| Village de Ristolas                                                                  | Abriès-Ristolas              |                            | 44° 48′ 25″ nord, 6° 56′ 51″ est | ACR0001420 | 2014 | Village de Ristolas        |
| Ancien sanatorium Grand Hôtel des Neiges                                             | Briançon                     | 24 avenue Adrien-Daurelle  | 44° 54′ 26″ nord, 6° 38′ 00″ est | ACR0001406 | 2015 | Image manquante Téléverser |
| Centre médical du Bois de l'Ours (ancien sanatorium)                                 | Briançon                     | 15 route du Poët-Ollagnier | 44° 55′ 05″ nord, 6° 37′ 40″ est | ACR0001407 | 2007 | Image manquante Téléverser |
| Hôpital militaire d'héliothérapique du fort du Château                               | Briançon                     |                            | 44° 54′ 48″ nord, 6° 37′ 24″ est | ACR0001409 | 2015 | Image manquante Téléverser |
| Fermes de la reconstruction                                                          | Cervières                    |                            | 44° 51′ 57″ nord, 6° 47′ 21″ est | ACR0001410 | 2007 | Image manquante Téléverser |
| Ouvrage des Aittes                                                                   | Cervières                    |                            | 44° 51′ 57″ nord, 6° 47′ 21″ est | ACR0001411 | 2007 | Ouvrage des Aittes         |
| Station de ski de SuperDévoluy : résidences « Le Bois d'Aurouze » et « Les Issarts » | Dévoluy                      |                            | 44° 40′ 51″ nord, 5° 56′ 42″ est | ACR0001413 | 2015 | Image manquante Téléverser |
| Résidence La Turière                                                                 | Le Monêtier-les-Bains        |                            | 44° 58′ 22″ nord, 6° 30′ 36″ est | ACR0001414 | 2007 | Image manquante Téléverser |
| Forteresse du Janus                                                                  | Montgenèvre                  |                            | 44° 55′ 52″ nord, 6° 43′ 16″ est | ACR0001416 | 2000 | Forteresse du Janus        |
| Ouvrage du Gondran E                                                                 | Montgenèvre                  |                            | 44° 55′ 52″ nord, 6° 43′ 16″ est | ACR0001417 | 2000 | Ouvrage du Gondran E       |
| Chalets Les Perchoirs                                                                | Orcières                     |                            | 44° 40′ 44″ nord, 6° 16′ 32″ est | ACR0001418 | 2007 | Image manquante Téléverser |
| Station de ski                                                                       | Les Orres                    |                            | 44° 29′ 23″ nord, 6° 33′ 16″ est | ACR0001415 | 2007 | Station de ski             |
| Chalet                                                                               | Saint-Bonnet-en-Champsaur    | 8 avenue des Lagerons      | 44° 40′ 42″ nord, 6° 04′ 47″ est | ACR0001421 | 2007 | Image manquante Téléverser |
| Lotissement Champ-Clavel                                                             | Saint-Bonnet-en-Champsaur    |                            | 44° 39′ 52″ nord, 6° 06′ 10″ est | ACR0001422 | 2007 | Image manquante Téléverser |
| Copropriété du Barry                                                                 | Saint-Crépin                 |                            | 44° 41′ 04″ nord, 6° 37′ 03″ est | ACR0001423 | 2007 | Image manquante Téléverser |
| Prototype de groupe scolaire                                                         | Saint-Jacques-en-Valgodemard | Hameau de Lallée           | 44° 46′ 35″ nord, 6° 02′ 40″ est | ACR0001424 | 2013 | Image manquante Téléverser |
| Village de Savines-le-Lac                                                            | Savines-le-Lac               |                            | 44° 31′ 05″ nord, 6° 22′ 26″ est | ACR0001425 | 2011 | Village de Savines-le-Lac  |
| Usine hydroélectrique des Claux                                                      | Vallouise-Pelvoux            |                            | 44° 50′ 53″ nord, 6° 29′ 34″ est | ACR0001419 | 2007 | Image manquante Téléverser |